# ان‌جی‌سی ۶۹
ان‌جی‌سی ۶۹ (به انگلیسی: NGC 69) یک کهکشان عدسی با قدر ظاهری ۱۵٫۷ است که در صورت فلکی زن برزنجیر قرار دارد.